# Luka Štor
Luka Štor (* 5. Juli 1998 in Šempeter pri Gorici) ist ein slowenischer Fußballspieler. Der Stürmer steht bei NK Bravo unter Vertrag und ist slowenischer Nachwuchsnationalspieler.

## Karriere

### Verein
Štor begann im Alter von fünf Jahren beim NK Primorje Ajdovščina mit dem Fußballspielen. 2008 wechselte er in die Nachwuchsakademie von ND Gorica, ehe er 2013 von NK Maribor verpflichtet wurde. Dort durchlief er bis 2017 die Jugendmannschaften. In der Saison 2014/15 absolvierte er für die A-Jugend-Mannschaft des slowenischen Rekordmeisters ein Spiel in der UEFA Youth League, zwei weitere Einsätze folgten in der Saison 2017/18. Zur Saison 2017/18 wurde Štor in den Kader der ersten Mannschaft des NK Maribor aufgenommen, kam in der Saison jedoch in der Hinrunde zu keinem Pflichtspieleinsatz.
Im Januar 2018 wurde er daher für die Rückrunde der Saison 2017/18 an Aluminij Kidricevo ausgeliehen. Dort absolvierte er am 20. Februar 2018 sein erstes Pflichtspiel in der slowenischen PrvaLiga und kam im Verlauf der Leihe zu zehn weiteren Einsätzen, wobei ihm jedoch kein Tor gelang. Zur Saison 2018/19 kehrte der Mittelstürmer zurück nach Maribor, wo er in der Hinrunde der Saison jedoch zu keinem Einsatz kam. Anfang 2019 wurde er daher von Aluminij Kidricevo fest verpflichtet und absolvierte dort die Rückrunde der Saison, wobei er zu 14 Einsätzen kam, bei denen er fünf Tore erzielte. Zu Beginn der Saison 2019/20 absolvierte er für den slowenischen Erstligisten 5 Ligaspiele, bei denen er vier Tore erzielen konnte.
Am 14. August 2019 wurde Štor vom deutschen Zweitligisten Dynamo Dresden verpflichtet, wo er einen Vierjahresvertrag bis 2023 unterzeichnete. Seinen ersten Pflichtspieleinsatz absolvierte er am 18. August 2019 (3. Spieltag der Saison), als er beim 2:1-Ligaspielsieg gegen den 1. FC Heidenheim in der 83. Minute für Alexander Jeremejeff eingewechselt wurde. Nach elf Hinrundeneinsätzen und der Verpflichtung weiterer Offensivkräfte verlieh Dynamo den Stürmer nach dem 21. Spieltag bis Saisonende an seinen alten Verein NK Aluminij. Nach dem Abstieg der Dresdner in die 3. Liga kehrte Štor zur Saison 2020/21 zurück in die Elbestadt. Beim Saisonauftakt mit dem 1:0-Sieg gegen den 1. FC Kaiserslautern in der 84. Spielminute noch für Christoph Daferner eingewechselt, verpasste er aufgrund einer Sprunggelenksverletzung und eines Muskelfaserrisses die restliche Hinrunde. In der Rückrunde folgten weitere 15 Einsätze, bei denen er gegen den FC Ingolstadt 04 sein einziges Saisontor erzielte. Nach dem direkten Wiederaufstieg mit den Dresdnern, wurde er zum Beginn der Saison 2021/22 an den zypriotischen Erstligisten Apollon Limassol ausgeliehen um Spielpraxis sammeln zu können.

### Nationalmannschaft
Štor spielte im Februar 2015 gegen Serbien erstmals für die slowenische U18-Auswahl. Für diese kam er bis April 2016 zu acht Einsätzen, in denen er zwei Tore erzielte. Im August 2016 kam er gegen Ungarn zu seinem einzigen Einsatz für die U19-Mannschaft.
Im Juni 2019 wurde Štor erstmals in den Kader der slowenischen U21-Nationalmannschaft berufen. Sein Debüt gab er am 20. Juni 2019 beim Freundschaftsspiel gegen Georgien. Dort wurde er in der 46. Minute für Haris Kadrić eingewechselt; das Spiel endete 1:1. Im weiteren Verlauf des Jahres 2019 kam er zu vier weiteren Einsätzen für die U21 Sloweniens, wo er jeweils in der 2. Halbzeit der Spiele eingewechselt wurde. Insgesamt kam er bis Ende 2020 zu acht Einsätzen für die U21-Nationalmannschaft.